# La Dafne
La Dafne és una òpera en dos actes amb música de Marco da Gagliano i llibret en italià d'Ottavio Rinuccini. Es va representar per primera vegada a Màntua al gener de 1608, amb intèrprets cèlebres, com la joveníssima Caterina Martinelli i Francesco Rasi, i després es va reposar també a Florència.
Gagliano s'até a la manera del recitar cantant adoptat també per Jacopo Peri, el qual en una carta a Ferran Gonzaga, va lloar l'òpera, i també va fer un prefaci a les primeres pàgines de la composició, subratllant els conceptes fonamentals de la complexitat del text, en l'ús correcte dels ornaments, de l'equilibri entre les veus i els instruments, d'una harmònica construcció de l'espectacle, al qual van haver de contribuir en parts iguals la mesura musical, el text poètic, el gest i l'escenografia. En La Dafne s'alternen al recitatiu amb nombroses intervencions del cor. La octava Chi da'lacci d'amor ve disciolto i l'ària final d'Apol·lo Non curi la mia pianta o fiamma o gelo són en estil florit i exigeixen "la exquisitat del cant".